# Подобедов, Виктор Александрович
Виктор Александрович Подобедов (1911) — советский режиссёр и актёр. Первый художественный руководитель первого детского театра в мире за Полярным кругом. Основатель Мурманского областного театра кукол.

## Биография
Виктор Александрович Подобедов стоял у истоков создания Мурманского областного театра кукол. Он, как и весь начальный состав театра, представлял Ленинградскую театральную школу.
До переезда на Кольский полуостров В. А. Подобедов работал в Ленинградском театре кукол при Выборгском детском доме культуры.

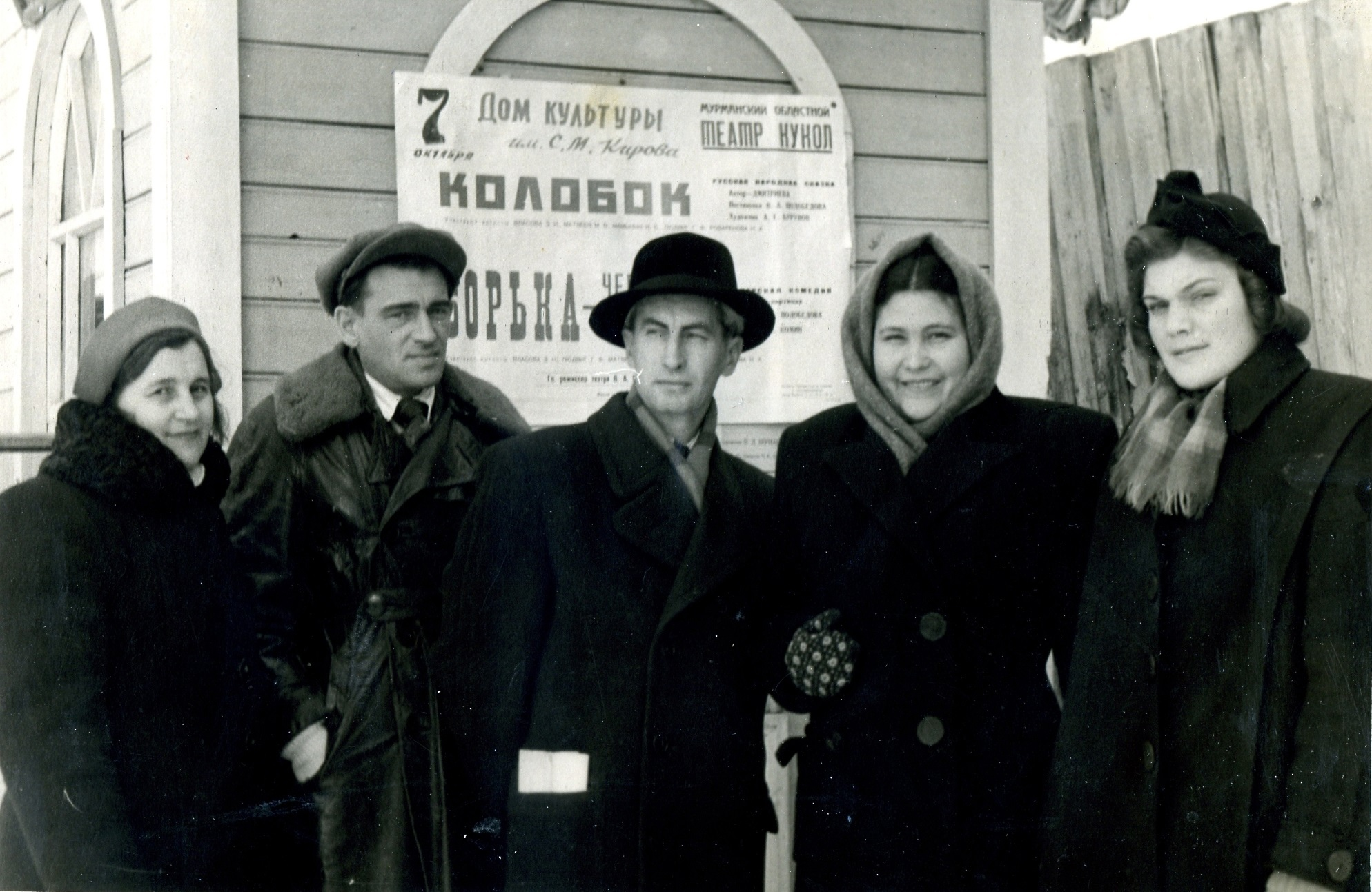
В. А. Подобедов (в центре)

В декабре 1932 года, по указанию первого секретаря Ленинградского обкома ВКП(б) Сергея Мироновича Кирова, занимавшегося вопросами развития Мурманского округа, Подобедов записался в ряды строителей Хибиногорска и выехал на Кольский полуостров с группой. Он был утверджён художественным руководителем театра кукол Хибиногорского ГорОНО. Театр базировался в школе № 1 города Хибиногорска. Затем в Северный край были приглашены ленинградские артисты-кукольники: Ксения Александровна Разорёнова, Николай Борисович Мамыкин и Екатерина Матвеевна Тимошенко.
В. А. Подобедову было предложено организовать «первый в мире заполярный детский театр». 21 августа 1933 года ГорОНО Хибиногорска был издан соответствующий приказ.
1-й спектакль ТЕМЗа «Ивашка-батрачонок» состоялся 28 августа 1933 года в кинотеатре «Большевик». В. А. Подобедов стал первым главным режиссёром и директором театра. Большинство спектаклей в 1930-40-е годы были поставлены им.
В 1949 году В. А. Подобедов уходит с поста главного режиссёра и художественного руководителя театра, передав полномочия жене, которая проработала в театре до марта 1950 года.